# 周而复
周而复（1914年1月3日—2004年1月8日），原名周祖式，男，原籍安徽旌德，生於江苏南京，中华人民共和国作家、书法家。周而复是中國第一位介紹白求恩事蹟者。曾任上海市委统战部副部长、中國人民對外友好協會副會長、文化部副部长、對外文化聯絡委員會副主任等職務。

## 生平
周而复1920年代曾就读于南京青年会中学。1933年考入上海光華大學英文系，開始從事文學創作，筆名有吳疑、荀寰等，1938年大學畢業後在延安、重庆等地从事文艺和编辑工作，1936年出版第一本詩集《夜行集》。1939年2月加入中国共产党。文革艱難的歲月中，1976年，四人幫被打倒時，周而復正在武漢修改《上海的早晨》，十月八日黃昏時分，王淑耘闖進來，迫不及待地報告，中央昨天找到少數省市委負責同志到北京，開了‘打招呼’會議，中共上海市委書記馬天水去了，湖北省委書記也去了。“葉劍英在會上宣布，‘四人幫’粉碎了……”她接著說，湖北省委今天下午召開了緊急會議，廳局長一級干部參加，傳達了中央“打招呼”會議的好消息。他當時回憶：“我向市中心方向走去，走到武漢市委附近的丁字形馬路上，我看到一條從未見過的大標語：打倒王洪文、張春橋、江青、姚文元反革命‘四人幫’！標語吸引了如梭的行人，有的佇立注視，有的一望而過，帶著懷疑的心情踽踽而去。”，周而復感嘆：“這一天終於來到了。”
1985年於對外友協訪日代表團團長访日期间，宣言为准备撰写抗日战争长篇小说，不顧中國駐日使館勸阻、参观了日本靖国神社，1986年3月4日，《人民日報》在頭版報眼位置刊發了主標題為《中紀委決定開除周而復黨籍》的報道，並且配發了“本報評論員”題為《嚴守外事紀律維護國格》的評論文章。周而復被開除党籍并撤销党内职务、罷免作協副主席的職位。從此深居简出。
周而复后来对参观靖国神社做出了解释，他说：“我因为撰写反映8年抗日战争的小说《长城万里图》，希望更多地了解日本军阀有关侵华的资料，为此准备去参观，参观前，我将日程表报我驻日大使馆，送出4日，没有接到大使和文化参赞等其他人劝阻勿去的通知，我就理解为同意我的日程安排。于是我便于11月10日由日方安排参观了靖国神社，开且向日本老人了解当时的情况，没想到当天晚上，文化参赞才对我说，最近国内有通知，不要去靖国神社参观，如果工作需要，需中国大使馆批准，但是我并没有接到通知，而就已经去过了。文化参赞说，去过就算了，我们大使馆通知迟了也有责任，你不要和任何人提起此事。周而复强调，当时有对外友协代表团成员李海卿先生在场。”
2002年9月平反并恢复党籍。2004年1月8日在北京病逝。

## 作品
在70年创作生涯中，发表、出版小说、散文、诗歌、戏剧、报告文学、杂文、文艺评论和回忆录等，共计1，200万字左右。主要作品有长篇小说《白求恩大夫》、《上海的早晨》（4卷）、《长城万里图》（6卷）；长篇叙事诗《伟人周恩来》（4部）；《周而复散文集》（4卷）；报告文学集《难忘的征尘》；中短篇小说集《山谷里的春天》；戏剧《牛永贵受伤》、《子弟兵》；杂文、评论集《70年文艺漫笔》；回忆录《往事回首录》3卷；书法作品《周而复书琵琶行》、《周而复书法作品选》、《周而复书屈原离骚》。